# Plan Nacional de Defensa de la Democracia y de la Dignidad de México

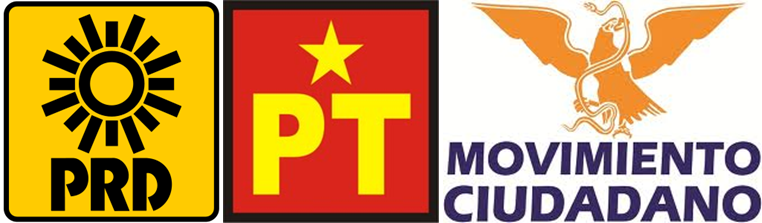
Partidos que conforman el Movimiento Progresista y apoyan el Plan nacional.

El Plan Nacional de Defensa de la Democracia y de la Dignidad de México es un pronunciamiento político mexicano dirigido al pueblo de México que fue proclamado el 20 de julio de 2012 por el candidato presidencial de la izquierda en México, Andrés Manuel López Obrador. Este plan se llevará a cabo bajo dos premisas principales según lo dicho por el plan de acción del pronunciamiento que son; la Presidencia de México no se compra y el destino de México no tiene precio. En conferencia de prensa conjunta, en la que se encontraban presentes Andrés Manuel López Obrador, candidato presidencial de la izquierda; Jesús Zambrano, presidente del PRD; Luis Walton, presidente de Movimiento Ciudadano; y Alberto Anaya, presidente del PT (los dirigentes de la denominada coalición Movimiento Progresista) se presentaron los ejes centrales del plan, entre los que se encuentran:
- Acopiar información sobre las irregularidades en las elecciones presidenciales de 2012 en México.
- Entregar al Tribunal Electoral del Poder Judicial de la Federación pruebas para lograr la invalidez de la elección.
- Hacer conciencia entre la sociedad en general sobre la forma en que el PRI compró, indujo y coaccionó el voto, además del uso de dinero a raudales de dudosa procedencia en la campaña electoral del PRI.
Este plan fue dado a conocer después de que el Instituto Federal Electoral declarara como virtual ganador de los comicios presidenciales de 2012 a Enrique Peña Nieto, candidato del Partido Revolucionario Institucional (PRI) y la coalición anunciara que impugnaría la elección, pues el candidato de la izquierda Andrés Manuel López Obrador, denunció que se habían realizado una serie de prácticas electorales fraudulentas en todo el país por parte del PRI; como la entrega de dinero en efectivo o en miles de tarjetas de crédito a personas de escasos recursos económicos a cambio del voto, así  como la entrega de despensas y artículos electrodomésticos a ciudadanos de clases marginadas a cambio de copias de su credencial de elector, también mencionó que se había realizado campaña electoral a favor del PRI durante el mismo día de la jornada electoral, entregando gorras, camisetas, paraguas, vasos, bolsas, termos, lámparas, cuadernos, cubetas y otros productos con el logotipo del PRI y la imagen del candidato Enrique Peña Nieto, se denunció que la suma del valor de la entrega masiva de dádivas y productos patrocinados por el PRI llegaría a 38 millones de pesos, solo en este aspecto, todas estas acciones realizadas a través de promotores del voto del PRI y otros medios, previamente contratados. Estas prácticas están condenadas y sancionadas por la ley electoral en México.

## Objetivos generales y acciones a seguir
Luego de haberse dado a conocer el manifiesto político, se dieron a conocer sus objetivos generales y las acciones a seguir; 
1.	Informar al pueblo de México sobre la manera en que operó el PRI para obtener los votos y justificar el supuesto triunfo de Enrique Peña Nieto como candidato a la Presidencia de la República.
2.	Lograr, con la participación de los ciudadanos, el acopio de más información sobre la compra de votos y otras violaciones a la Constitución, en particular, al Artículo 41 que establece que las elecciones deben ser libres y auténticas.
3.	Entregar al TRIFE, durante los términos legales, pruebas supervinientes para fortalecer el juicio de inconformidad, demandando la invalidez de la elección presidencial.
4.	Hacer conciencia entre los ciudadanos que si se permite la imposición de Peña Nieto, mediante la compra de la Presidencia, el destino de México será de corrupción, dolor y frustración.

### Acciones
I.	Informar y hacer conciencia sobre la manera en que el PRI pretende comprar la Presidencia de la República y el costo que tendríamos que pagar los mexicanos con más pobreza, inseguridad, violencia y mayor autoritarismo. 
De manera específica, se dará a conocer por todos los medios posibles la forma en que el PRI compró 5 millones de votos y se difundirán las pruebas que sustentan el juicio de invalidez (tarjetas de Soriana, Monex, uso ilegal del presupuesto de gobiernos estatales del PRI y financiamiento ilícito o lavado de dinero). 
Esta acción estará ligada a la campaña de concientización sobre la defensa de la democracia, que incluirá los siguientes temas:
-	El voto comprado.
-	La manipulación de los medios de comunicación, y
-	Los daños de permitir la antidemocracia.
Se difundirán mensajes en radio y televisión (en tiempos oficiales de los partidos), así como artículos, volantes, lemas, caricaturas, carteles, mantas, espectaculares y pintas de bardas. 
Asimismo, se difundirán los mensajes en las redes sociales. 
Y se organizarán brigadas de ciudadanos para informar y concientizar casa por casa, en la calle y en plazas públicas.
Este fin de semana se darán a conocer los lemas y la información básica para la difusión en redes sociales. Asimismo, el lunes próximo se entregará al IFE el primer mensaje que se transmitirá en radio y televisión en los tiempos oficiales de los partidos, el cual se subirá a internet el mismo día.
II. Asambleas informativas e instalación de mesas en plazas públicas para acopiar más pruebas de ciudadanos. 
En uso de nuestros derechos constitucionales y apegados al principio de la no violencia, celebraremos en las principales plazas públicas del país asambleas informativas y se instalarán módulos para exhibir testimonios sobre las violaciones cometidas en la elección presidencial y, al mismo tiempo, se recabarán más pruebas aportadas por los ciudadanos. 
También se obtendrán firmas con el propósito de apoyar la invalidez de la elección presidencial. 
Esta acción se llevará a cabo los días 29 de julio y 5 de agosto en las principales plazas públicas del país. El domingo 29 de julio se celebrarán simultáneamente 142 asambleas y el domingo 5 de agosto, 32 asambleas en las capitales de los estados. Se anexa programa de trabajo y calendario de asambleas.
III. Invitación a intelectuales, artistas, científicos, jóvenes y a ciudadanos en general a participar en actividades creativas en defensa de la democracia y de la dignidad de México. 
Estudios sobre las características de la elección del 2012.
-	Convocatoria a los siguientes ensayos:
a)	La elección y el voto comprado.
b)	El incremento en la participación electoral y los votos del PRI.
c)	Quiénes votaron por Peña Nieto.
d)	El dinero en la elección presidencial.
e)	Las encuestas como instrumento de propaganda política (legalidad, costos, efectos y resultados).
f)	El papel de los medios de comunicación en la elección presidencial.
g)	Fundamentos jurídicos para la invalidez de la elección presidencial.
Convocatoria al mejor documental sobre la elección presidencial de 2012
Expresiones artísticas y culturales sobre la elección del 2012
-	Concursos de música
-	Murales
-	Pinturas 
-	Danza
-	Teatro
-	Poesía
Ese día se dieron a conocer las convocatorias a los concursos de Ensayo, documental, y al Festival Artístico y cultural. Se anexan las convocatorias.
Entre otras acciones sociales, políticas y culturales.

## CasosSoriana gateyMonex gate
El 5 de julio de 2012 la coalición Movimiento Progresista, en voz de su candidato y el coordinador general de la campaña Ricardo Monreal Ávila, denunció la compra de votos por parte del PRI y su candidato a través del otorgamiento de monederos electrónicos de la empresa de autoservicio soriana. Según Monreal el PRI trianguló 168,000,000 de pesos a través de dichas tarjetas de pre pago, también señaló que la coalición tiene es su poder más de 3,500 ejemplares de estas tarjetas debido a que;

«la gente ha venido a entregarnos (las tarjetas de pre pago de soriana ) o porque están  arrepentidos o ya sacaron los mil pesos o los cien pesos o los quinientos pesos, y en alguna forma reflexionan por el daño que causaron a la democracia nacional.» Además agregó que; «pero el problema es que todas estas tarjetas  fueron entregadas con un solo propósito, presionar a la población para que votara por el PRI, para la compra de votos y así se constata en los testimonios que tenemos y que presentaremos en su momento»

Posteriormente el día 18 de julio del 2012, el diputado federal Jaime Cárdenas representante de la coalición denunció que el grupo financiero Monex habría operado de la misma manera para favorecer al PRI, es decir mediante reparto de tarjetas de pre pago, y coaccionar el mayor número de votos posible, además recordó que el 27 de junio de 2012 la comisión de quejas y denuncias del Instituto Federal Electoral acreditó una resolución que contenía que; operadores del PRI utilizaron las tarjetas de pre pago Monex para pagar a sus representantes generales y a promotores del voto en el estado de Guanajuato, también señaló poseer facturas de Monex con sumas de recursos multimillonarios supuestamente usados para favorecer al PRI en toda la república. El PRI por su parte rechazo las acusaciones,  pero reconoció haber utilizado tarjetas de prepago Monex que en suma tendrían un valor de 63.9 millones de pesos para pagar a sus representantes generales y promotores del voto en todo el país, ante esto el candidato presidencial de la izquierda Andrés Manuel López Obrador dijo que; "Vamos avanzando, poco a poco están confesando. Tenemos mucha información, sabemos que usaron dinero de procedencia ilícita". Lo que representaría un rebase del tope de gastos de campaña.

## Convocatorias
Andrés Manuel López Obrador también dijo que se instalarían mesas de acopio de información sobre otras prácticas fraudulentas realizadas por parte del PRI en las principales plazas públicas y ciudades de México, dichas mesas tendrían la función de recibir más pruebas; como información, más tarjetas de Soriana, de grupo financiero monex entregados a ciudadanos comunes con el fin de incidir en su voto, pruebas de desvío de recursos públicos para favorecer al PRI y sus candidatos, materiales de construcción como cemento, varilla, vigas, tinacos y otras dadivas y presiones del PRI para comprar el voto, incluso dijo que había militantes del PRI que acudían con el movimiento a aportar pruebas porque estaban horrorizados, por el uso de dinero ilegal a raudales. Además agregó que; "no es posible renunciar a vivir en una república democrática para que se instaure una república de subasta una república de mercado donde el dinero lo resuelva todo, no aceptamos vivir en un país caracterizado por la corrupción por eso es este movimiento y la convocatoria es amplia… ".